# Gao Gao
Gao Gao (chinois : 高高) est un panda géant mâle vivant anciennement au zoo de San Diego avant de rejoindre la Chine en 2018. À ce jour, il est père de cinq pandas géants en captivité.

## Histoire

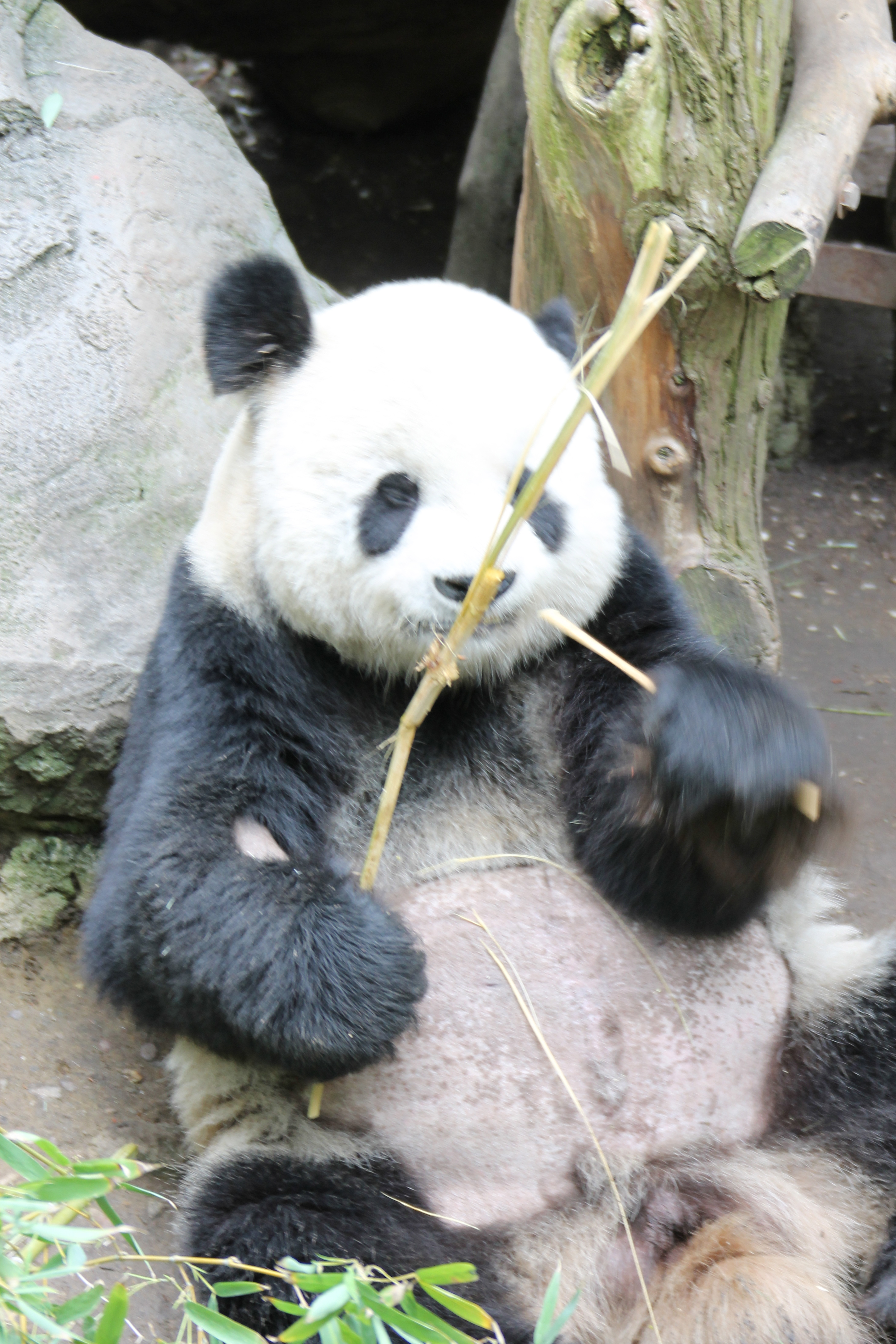
Gao Gao mangeant du bambou dans son habitat au zoo de San Diego.

Gao Gao est né à l'état sauvage en Chine, vers 1990, et fut emmené dans la réserve naturelle de Fengtongzhai en 1993, souffrant de blessures ayant entraîné la perte de près des deux tiers de son oreille gauche.
Le 12 avril 1995, Gao Gao fut relâché dans la nature en bonne santé, comme le montre le documentaire chinois Returning Home. Cependant, sa libération fut brève, car celui-ci perturbait les villages locaux. Il fut ensuite amené au Wolong Panda Conservation Center en 2002.
Gao Gao arriva au zoo de San Diego en janvier 2003 et remplaça Shi Shi comme compagnon de Bai Yun. Ils seront considérés comme les parents de pandas les plus performants en captivité — Gao Gao et Bai Yun auront cinq petits : Mei Sheng (M), Su Lin (F), Zhen Zhen (F), Yun Zi (M) et Xiao Liwu (M), tous conçus par accouplement naturel. Il a trois petits-enfants, dont un mâle né de Su Lin le 7 juillet 2011.

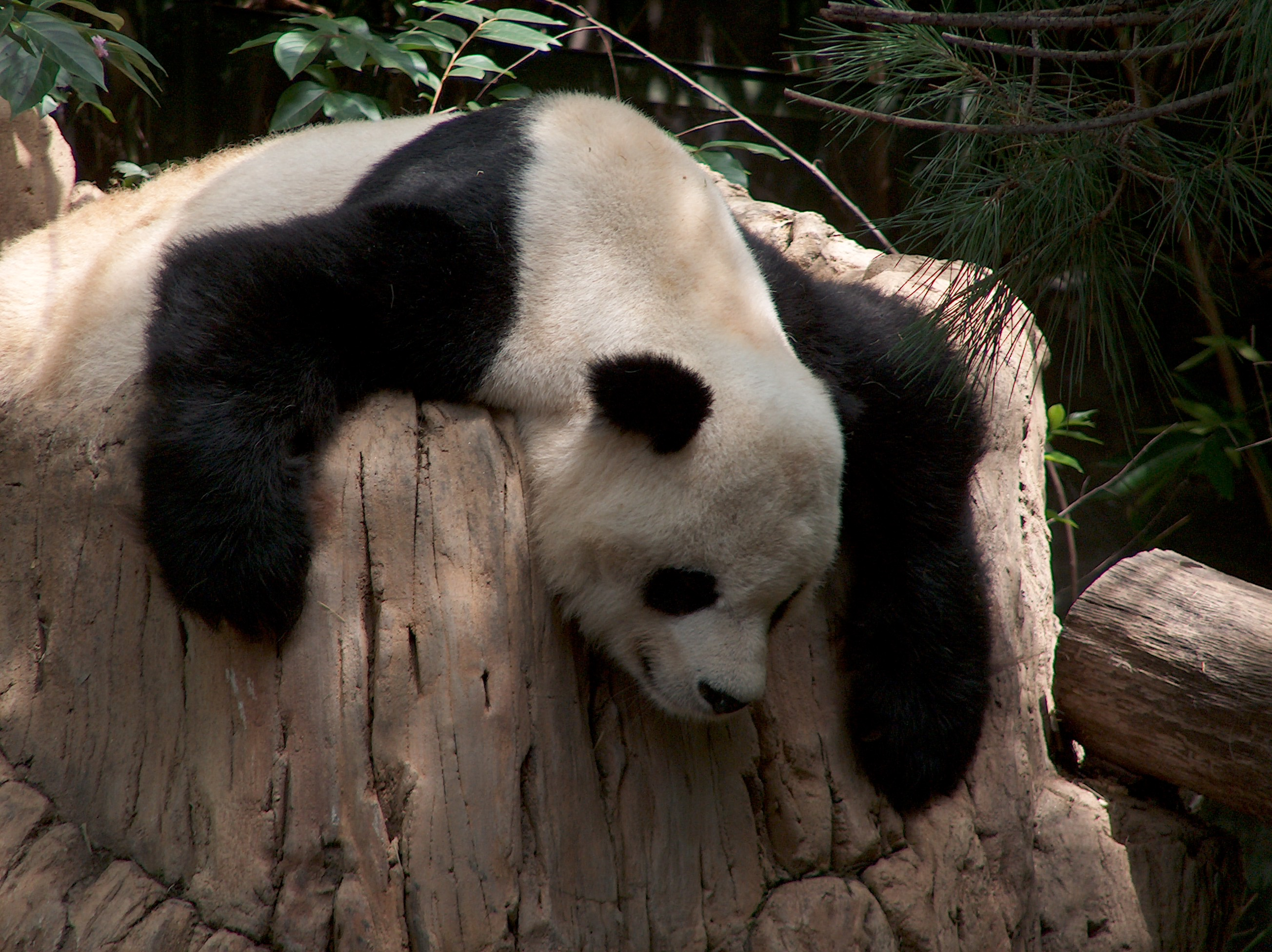
Gao Gao dans son habitat au zoo de San Diego.

Le 30 octobre 2018, Gao Gao quitta le zoo de San Diego et retourna en Chine à la fin de son accord de prêt de 15 ans.

## Anomalie génétique
Gao Gao, étant né dans la nature, est considéré comme un contributeur précieux au pool génétique du panda géant en captivité. Un trait génétique remarquable, qu'il a transmis aux quatre plus âgés de sa progéniture, est les orteils palmés,.